# Boisredon
Boisredon és un municipi francès situat al departament del Charente Marítim i a la regió de la Nova Aquitània. L'any 2007 tenia 630 habitants.

## Demografia

### Població
El 2007 la població de fet de Boisredon era de 630 persones. Hi havia 280 famílies de les quals 81 eren unipersonals (49 homes vivint sols i 32 dones vivint soles), 110 parelles sense fills, 77 parelles amb fills i 12 famílies monoparentals amb fills.
La població ha evolucionat segons el següent gràfic:
Habitants censats

### Habitatges
El 2007 hi havia 341 habitatges, 279 eren l'habitatge principal de la família, 24 eren segones residències i 38 estaven desocupats. 334 eren cases i 4 eren apartaments. Dels 279 habitatges principals, 224 estaven ocupats pels seus propietaris, 27 estaven llogats i ocupats pels llogaters i 27 estaven cedits a títol gratuït; 3 tenien una cambra, 13 en tenien dues, 47 en tenien tres, 69 en tenien quatre i 147 en tenien cinc o més. 226 habitatges disposaven pel capbaix d'una plaça de pàrquing. A 123 habitatges hi havia un automòbil i a 127 n'hi havia dos o més.

### Piràmide de població
La piràmide de població per edats i sexe el 2009 era:
| Homes | Edats   | Dones |
| ----- | ------- | ----- |
| 0     | 95 o +  | 0     |
| 0     | 90 a 94 | 0     |
| 12    | 85 a 89 | 20    |
| 12    | 80 a 84 | 8     |
| 12    | 75 a 79 | 36    |
| 24    | 70 a 74 | 16    |
| 20    | 65 a 69 | 20    |
| 20    | 60 a 64 | 12    |
| 24    | 55 a 59 | 12    |
| 40    | 50 a 54 | 36    |
| 20    | 45 a 49 | 12    |
| 12    | 40 a 44 | 12    |
| 12    | 35 a 39 | 16    |
| 16    | 30 a 34 | 16    |
| 16    | 25 a 29 | 8     |
| 16    | 20 a 24 | 4     |
| 12    | 15 a 19 | 16    |
| 24    | 10 a 14 | 12    |
| 16    | 5 a 9   | 8     |
| 12    | 0 a 4   | 4     |

## Economia
El 2007 la població en edat de treballar era de 381 persones, 270 eren actives i 111 eren inactives. De les 270 persones actives 241 estaven ocupades (136 homes i 105 dones) i 29 estaven aturades (12 homes i 17 dones). De les 111 persones inactives 45 estaven jubilades, 23 estaven estudiant i 43 estaven classificades com a «altres inactius».

### Ingressos
El 2009 a Boisredon hi havia 284 unitats fiscals que integraven 643 persones, la mediana anual d'ingressos fiscals per persona era de 14.788 €.

### Activitats econòmiques
Dels 19 establiments que hi havia el 2007, 1 era d'una empresa de fabricació d'altres productes industrials, 6 d'empreses de construcció, 3 d'empreses de comerç i reparació d'automòbils, 1 d'una empresa de transport, 1 d'una empresa d'hostatgeria i restauració, 1 d'una empresa financera, 2 d'empreses immobiliàries, 3 d'empreses de serveis i 1 d'una entitat de l'administració pública.
Dels 7 establiments de servei als particulars que hi havia el 2009, 1 era un taller de reparació d'automòbils i de material agrícola, 2 paletes, 1 guixaire pintor, 2 fusteries i 1 electricista.
Dels 2 establiments comercials que hi havia el 2009, 1 era una botiga de més de 120 m² i 1 una botiga de menys de 120 m².
L'any 2000 a Boisredon hi havia 47 explotacions agrícoles que ocupaven un total de 957 hectàrees.

## Equipaments sanitaris i escolars
El 2009 hi havia una escola elemental integrada dins d'un grup escolar amb les comunes properes formant una escola dispersa.

## Poblacions més properes
El següent diagrama mostra les poblacions més properes.